# 9世纪国家领导人列表

## 非洲
- 摩洛哥伊德里斯王朝 – 伊德里斯二世(791–828)
- 马库里亚 – ?
- Nekor王国 – 赛德一世·伊本·伊德里斯 (760–803)
- 巴尔加瓦塔 – 伊莱斯·伊本·撒利赫 (792–842)
  - 阿格拉布王朝 – 易卜拉欣一世·伊本·阿格拉布 (800–812)

## 美洲
- 科潘 – Yax Pasaj Chan Yopaat (763–aft.810)

## 亚洲
- 中国（唐朝） - 
  1. 唐德宗，唐朝皇帝（779年－805年）
  2. 唐顺宗，唐朝皇帝（805年）
  3. 唐宪宗，唐朝皇帝（805年－820年）
  4. 唐穆宗，唐朝皇帝（820年－824年）
  5. 唐敬宗，唐朝皇帝（824年－826年）
  6. 唐文宗，唐朝皇帝（826年－840年）
  7. 唐武宗，唐朝皇帝（840年－846年）
  8. 唐宣宗，唐朝皇帝（846年－859年）
  9. 唐懿宗，唐朝皇帝（859年－873年）
  10. 唐僖宗，唐朝皇帝（873年－888年）
  11. 唐昭宗，唐朝皇帝（888年－904年）
- 渤海国 - 
  1. 康王大嵩璘，渤海国王（794年－808年）
  2. 定王大元瑜，渤海国王（808年－812年）
  3. 僖王大言义，渤海国王（812年－817年）
  4. 简王大明忠，渤海国王（817年－818年）
  5. 宣王大仁秀，渤海国王（818年－830年）
  6. 大彝震，渤海国王（830年－857年）
  7. 大虔晃，渤海国王（857年－871年）
  8. 大玄锡，渤海国王（871年－894年）
  9. 大玮瑎，渤海国王（894年－907年）
- 吐蕃 - 
  1. 赤松德赞，吐蕃赞普（755年－800年）
  2. 牟如赞普，吐蕃赞普（800年－804年）
  3. 赤德松赞，吐蕃赞普（798年－800年、802年－815年）
  4. 赤祖德赞，吐蕃赞普（815年－838年）
  5. 朗达玛，吐蕃赞普（838年－842年）
- 回鹘 - 
  1. 怀信可汗，回鹘可汗（795年—805年）
  2. 滕里可汗，回鹘可汗（805年—808年）
  3. 保义可汗，回鹘可汗（808年—821年）
  4. 崇德可汗，回鹘可汗（821年—824年）
  5. 昭礼可汗，回鹘可汗（824年—832年）
  6. 彰信可汗，回鹘可汗（832年—839年）
  7. 㕎馺可汗，回鹘可汗（839年—840年）
  8. 乌介可汗，回鹘可汗（841年—846年）
  9. 遏捻可汗，回鹘可汗（846年—848年）
  10. 怀建可汗，回鹘可汗（848年—？）
- 南诏 - 
  1. 异牟寻，南诏国王（779年—808年）
  2. 寻阁劝，南诏国王（808年—809年）
  3. 劝龙晟，南诏国王（809年—816年）
  4. 劝利晟，南诏国王（816年—823年）
  5. 劝丰祐，南诏国王（823年—859年）
  6. 世隆，大礼皇帝（859年—877年）
  7. 隆舜，大封民皇帝（877年—897年）
  8. 舜化贞，大封民皇帝（897年—902年）
- 日本（平安时代）- 
  1. 桓武天皇，日本天皇（781年－806年）
  2. 平城天皇，日本天皇（806年－809年）
  3. 嵯峨天皇，日本天皇（809年－823年）
  4. 淳和天皇，日本天皇（823年－833年）
  5. 仁明天皇，日本天皇（833年－850年）
  6. 文德天皇，日本天皇（850年－858年）
  7. 清和天皇，日本天皇（858年－876年）
  8. 阳成天皇，日本天皇（876年－884年）
  9. 光孝天皇，日本天皇（884年－887年）
  10. 宇多天皇，日本天皇（887年－897年）
  11. 醍醐天皇，日本天皇（897年－930年）
- 朝鲜半岛 (统一新罗) - 
  1. 哀庄王，新罗王（800年－809年）
  2. 宪德王，新罗王（809年－826年）
  3. 兴德王，新罗王（826年－836年）
  4. 僖康王，新罗王（836年－838年）
  5. 闵哀王，新罗王（838年－839年）
  6. 神武王，新罗王（839年）
  7. 文圣王，新罗王（839年－858年）
  8. 宪安王，新罗王（858年－861年）
  9. 景文王，新罗王（861年－875年）
  10. 宪康王，新罗王（875年－886年）
  11. 定康王，新罗王（886年－887年）
  12. 真圣女王，新罗王（887年－897年）
  13. 孝恭王，新罗王（897年－912年）

  - 后百济 - 甄萱，百济王（900年－935年）
- 瞿折罗-普腊蒂哈腊王朝 – Vatsraja (775–805)
- 摩腊婆 – Upendra (巴拉马拉王朝) (c.800–c.818)
- 帕那瓦王国 – 丹迪跋摩（Dantivarman） (775–825)
- 罗湿陀罗拘陀 – 瞿频陀三世（Govinda III） (793–814)
- 阿拔斯王朝 (巴格达) – 哈伦·拉希德 (786–809)

## 欧洲
- 阿斯图里亚斯王国 – 阿方索二世 (791–842)
- 拜占庭帝国 – 伊琳娜女皇 (797–802)
- 科爾多巴酋長國 – 哈克木一世 (796–822)
- 贝内文托公国 – Grimoald三世 (787–806)
- 法兰克王国 – 查理曼 (768–814) 、 神圣罗马皇帝 (800–814)
  - 圖盧茲伯国 – 热洛讷的威廉（William of Gellone） (790–811)
  - 西班牙边区
    - 奥索纳伯国 – 博雷尔（Borrell of Ausona） (799–820)
    - 塞尔达尼亚伯国 – 博雷尔（Borrell of Ausona） (798–820)
    - 乌尔赫尔伯国 – 博雷尔（Borell of Urgell） (798–820)

  - 意大利王国 - 丕平露·卡洛曼, 意大利国王 (781–810)
  - 教皇国 – 利奥三世 (795–816)
- 伊比利亚公国 – 阿硕德一世 (786–809)
- 卡赫蒂公国 – 格里戈尔 (786–827)
- 潘诺尼亚克罗地亚 – Vojnomir (791–c. 810)
- 撒克遜人 – 威德金特 (743–807)
- 英格兰 (七国时代) –
  - 埃塞克斯王国 – Sigered (798–812)
  - 肯特王国 – Cuthred (798–807)
  - 默西亚王国 – 森伍尔夫 (796–821) 东盎格鲁国王 (c. 799–821)
  - 诺森布里亚 – 厄德伍尔夫 (796–806)
  - 韦塞克斯 – 贝奥特里克 (786–802)
- 苏格兰 –
  - 皮克特王国 – 康斯坦丁一世 (787–820)
- 威尔士 –
  - 格威尼德王国 – Cynan Dindaethwy (c. 798–816)
  - 波伊斯王国 – Cadell ap Brochfael (773–808)
- 爱尔兰 – áed Oirdnide, 爱尔兰国王 (797–819)
  - Ailech王国 – áed Oirdnide (788–819)
  - 康诺特王国 – Muirgius mac Tommaltach (796–815)
  - Uí Maine – Cathal mac Murchadh (794–816)
  - 倫斯特王国 – Fínsnechta Cethardec (795–808)
  - 米斯王国 – Muiredach mac Domnaill Midi (799–802)
  - 阿尔斯特王国 – Eochaid mac Fiachnai (790–810)
- 威尼斯共和国 – 乔凡尼·加尔拜尔, 威尼斯总督 (787–804)
- 伏尔加保加利亚 – Tuqyi (765–815)
- 保加利亚第一帝国 – 卡尔达姆 (777–803)